# Thongkhong Laxmi Bazar
Thongkhong Laxmi Bazar là một thị xã và là một nagar panchayat của quận Imphal West thuộc bang Manipur, Ấn Độ.

## Nhân khẩu
Theo điều tra dân số năm 2001 của Ấn Độ, Thongkhong Laxmi Bazar có dân số 12.779 người. Phái nam chiếm 50% tổng số dân và phái nữ chiếm 50%. Thongkhong Laxmi Bazar có tỷ lệ 58% biết đọc biết viết, thấp hơn tỷ lệ trung bình toàn quốc là 59,5%: tỷ lệ cho phái nam là 69%, và tỷ lệ cho phái nữ là 46%. Tại Thongkhong Laxmi Bazar, 16% dân số nhỏ hơn 6 tuổi.